# Batura
Il ghiacciaio di Batura è uno dei ghiacciai più grandi e più lunghi al di fuori delle regioni polari, situato nella regione di Gilgit-Baltistan, in Pakistan. 
È appena a nord dei massicci di Batura a 7.762 metri e di Passu a 7.500 metri. Il ghiacciaio scorre da ovest ad est. Le porzioni inferiori possono essere descritte come vasta estensione di detriti morenici.